# Apor István
Altorjai gróf Apor István (Altorja, 1638 – Nagyszeben, 1704. november 10.) erdélyi főúr, Erdély kincstartója, Torda vármegye főispánja, erdélyi főgenerális, a katolikus restauráció (ellenreformáció) egyik legfőbb támogatója Erdélyben.

## Élete
Régi székely családból származott, amelynek eredetét a hagyomány Opour székely rabonbánig vezeti vissza.  Apja Apor Lázár kézdiszéki alkirálybíró, anyja Nagy Borbála volt. Kezdetben Altorján, majd 1642-től a kolozsvári jezsuita konviktusban tanult Lázár nevű bátyjával együtt. Apja 1643-ban bekövetkezett halála után anyja, Imecs Judit szükségét látta, hogy a fiút erős férfi nevelje, így Petki Istvánra bízta, aki a székelyek főgenerálisa, Csík-Gyergyó és Kászon főkapitánya, Küküllő vármegye főispánja és a fejedelem főudvarmestere volt, egyben az erdélyi katolikusok vezető egyénisége. Amikor Petki a fejedelmi udvarban tartózkodott, neveltjét inasként magával vitte, hogy kapcsolatba kerülhessen az ott tartózkodó főnemesi ifjúkkal; itt maga II. Rákóczi György fejedelem is felfigyelt rá.
1666-ban Petki segítségével alcsíki alkirálybíró lett. Első két feleségét 
is Petki választotta ki számára Báthory Zsófia udvarhölgyei közül; első felesége Veres Borbála (Szeredai István özvegye), a második Csintalan Zsófia (csíkszentgyörgyi Kelemen István özvegye) volt. Egyetlen gyermeke, László, 1676-ban négyéves korában elhunyt.
Valódi karrierje a Béldi Pál-féle összeesküvés leleplezésével kezdődött, amelynek során saját testvérét is elárulta; ezzel megnyerte a fejedelem bizalmát. Anyagilag is előre lépett: megkapta bátyja, Lázár és Kálnoky Bálint jószágát és a brassói harmincadvám bérleti jogát. Harmadik házassága Farkas Zsuzsannával (Korda Zsigmondné, majd Ugron Istvánné) szintén gyarapította vagyonát. Szép jövedelmet húzott a bérletekből, különösen a harmincadból, de kölcsönök nyújtásával és kereskedelemmel is foglalkozott.  A fejedelem 1685-ben Csík, Gyergyó és Kászon főkirálybírájává nevezte ki, 1686-ban pedig a feljebbviteli bíróság tagja lett, és felmentést kapott a hadbamenés kötelezettsége alól.
Tagja volt annak a bizottságnak, amely a balázsfalvi paktumban megszabott kötelezettségeket osztotta fel az adózók között. Az Antonio Caraffa katonai főbiztos által kierőszakolt fogarasi nyilatkozat megtárgyalásakor a vonakodó Bethlen Miklóssal értett egyet. Apafi halála után Thököly Imre ellenében a német pártot támogatta, és 1690-ben részt vett a Thököly ellen vívott zernyesti csatában, ahonnan alig tudott megmenekülni.
A Diploma Leopoldinum életbe lépését követően, a főkormányszék megalakulásakor kincstartóvá választották, de maga helyett a tapasztaltabb Haller Jánost javasolta. 1693-ban I. Lipót bárói rangra emelte.  1694-ben főkormányszéki tanácsos lett, 1695-ben Haller lemondása után megkapta a kincstartói tisztséget, 1696-ban grófi címet nyert, és Torda vármegye főispánja lett.
Kincstartóként látnia kellett, hogy a bécsi pénzügyi kamarától kapott utasítások nem felelnek meg sem a korábbi erdélyi gyakorlatnak, sem az ország érdekének. A gazdálkodáson kétségkívül javítani kellett, de a két fél elképzelései a követendő utat illetően eltértek. Apor az Apai-uralom idején követett gyakorlattal szemben a Bethlen Gábor korabeli gazdálkodási rend visszaállítását szorgalmazta, de terveit Bécsben nem fogadták el.  Belefáradva a konfliktusokba, 1697-ben korára való hivatkozással lemondott tisztségéről, de lemondását a bécsi udvar visszautasította. 1697-ben Bécsbe utazott Bánffy György gubernátorral és Bethlen Miklós kancellárral kormányzati- és adóügyekkel kapcsolatos megbeszélésre; ugyanakkor született a határozat az erdélyi levéltár és a postaügyek megszervezéséről is. Utazásáról vezetett naplóját, amely értékes kortörténeti adalék, Bíró Vencel tette közzé 1930-ban. 1698-ban Mikes Mihály javaslatára a megpróbálta bécsi jóakaróin keresztül a kincstartóságot a főgenerálisságra cserélni, de azt érte el, hogy 1703. márciustól mindkét tisztséget be kellett töltenie. Közben 1699-ben kamarai vizsgálóbizottságot küldtek rá; a vizsgálóbizottság visszavette Aportól és Bánffytól a harmincadszedési jogot, és számos kellemetlenséget okozott a kincstartónak, például elszámolást követeltek tőle a hivatalviselése előtti időszakra.
Az Erdélyi Római Katolikus Státus részéről tagja volt annak a bizottságnak, amely a felekezetek közötti vitás kérdéseket hivatott megbeszélni 1692-ben. Apor „tekintélyét, állását és egyéni súlyát” egyaránt bevetette a katolikusok érdekében, és erős támogatói voltak: Erdélyben  Vizkeleti (Csete) István kolozsmonostori plébános, Veterani és Rabutin tábornokok, Bécsben Hevenesi Gábor jezsuita házfőnök és Kollonich Lipót bíboros, esztergomi érsek. A Státusban sikerült háttérbe szorítania a régebbi tagokat, Haller Istvánt és Mikes Mihályt; a katolikus érdekekért fáradozva ugyanakkor saját karrierjét is építette.
Nagy mértékben támogatta a katolikus templomokat és iskolákat. Fogarasba és Kantába katolikus papot vitetett, Gyulafehérváron helyrehozatta a Báthory-templomot, Kolozsváron az óvári templomot és rendházat. A katolikus nevelőintézetnek tett adományával a szegény diákok tanulását mozdította elő. Kézdivásárhelyen telket adományozott az iskola építéséhez, Tövisen felújíttatta a romos templomot, és mellé pálos rendházat emeltetett, Désre ferenceseket telepített be, támogatta az esztelneki és csíksomlyói ferenceseket, valamint a nagyszebeni jezsuita missziót. Ugyanakkor református felesége kedvéért református lelkészt is tartott házánál a katolikus pap mellett, és Tövisen a katolikus templommal egyidejűleg a reformátust is felújíttatta. Támogatta a román görögkatolikus egyház létrejöttét, és közbenjárt a görögkatolikus papok kiváltságai érdekében. Az első görögkatolikus püspököt, Atanazie Anghel Popát saját hintaján vitte a beiktatásra.
A Rákóczi-szabadságharc alatt a császár oldalán maradt. A szabadságharc kitörése már a főgenerálisi hivatalban találta, de idős kora miatt ez inkább csak névleges tisztséget jelentett, a hadsereg vezetése ténylegesen Rabutin kezében volt. Hivatala miatt azonban – a többi erdélyi főúrhoz hasonlóan – anyagi támogatást kellett nyújtania a katonaságnak. Ingó vagyonát igyekezett több helyre szétosztva tárolni, de nagy részét elvesztette a háborút kísérő fosztogatások során.
Életének utolsói éveit betegségben töltötte. 1704. november 10-én hunyt el. Kolozsváron az óvári templomban temették el, de innen 1725-ben maradványait átszállították az újonnan épült jezsuita templomba. 1935-ben díszes sírfeliratot és a templomban emléktáblát helyeztek el; mindkettő Vágó Gábor műve.

## Személyisége
Rangjához méltó, fényes háztartást vitt; rokonaival és szolgáival szemben bőkezű volt. Feljegyezték kedélyességét és emberszeretetét. Könyvtárában vallásos műveket, ókori klasszikusokat, törvénykönyveket, történelmi és filozófiai műveket tartott, írásaiba irodalmi utalásokat szőtt be. Külföldi partnereivel latinul levelezett, és latinul tárgyalt. Cserei Mihály szerint emlékezetre méltó mondásaival meg lehetne tölteni egy könyvet.
A kor másik nagy erdélyi egyéniségével, Bethlen Miklós kancellárral ellenfelek voltak; ennek ellenére az ország érdekében folyamatosan tartották a kapcsolatot. Apor szerint Bethlen a barátságukat a saját hasznára fordította, és szava három forintot sem ért; Bethlen több ízben szót emelt Apor gazdálkodása ellen a bécsi udvarban, és kifogásolta, hogy Apor a református papokat mellőzi. 1704-ben Bethlen Miklós hűtlenségi perében Apor elnökölt, és megfenyegette az országgyűlés katolikus tagjait, hogy ha nem ítélik el a kancellárt, akkor maguk is hűtlenek és hazaárulók lesznek.
Levelezésében igaz katolikusként és igaz magyarként tüntette fel magát. A személye elleni támadásokat, bántásokat úgy tekintette, hogy katolikus hite miatt szenvedi el. Tetteit kizárólag a haza és a katolikusok érdekeinek védelmével indokolta, de ugyanolyan fontos volt számára saját vagyonának növelése is.

## Emlékezete
A szegény tanulók megsegítésére tett alapítványa folytán Apor István lett a Báthory–Apor Szeminárium egyik névadója. 1998 óta nevét viseli a kézdiszentléleki általános iskola is.